# Dan Weiner
Pour les articles homonymes, voir Weiner.
Dan Weiner est un photographe américain né le 12 octobre 1919 à New York, et mort le 26 janvier 1959.

## Biographie
Né le 12 octobre 1919 à New York, Dan Weiner reçoit un appareil photo à l'âge de quinze ans. Entre 1937 et 1918 il suit des cours de peinture à l'Arts Students League de New York, puis en 1939-1940 au Pratt Institute.
Il rejoint le groupe Photo League et est influencé par Paul Strand, Dorothea Lange et Walker Evans. Entre 1942 et 1946 il est photographe et instructeur dans l'armée américaine, et devient photojournaliste en 1949. Il réalise sa première exposition en 1953, puis voyage en Europe et en Afrique du Sud. Il effectue un reportage sur les droits civils des noirs à Montgomery en Alabama en 1956. 
Dan Weiner meurt dans un accident d'avion dans le Kentucky le 26 janvier 1959.

## Expositions
- 1953 : Camera Club, New York
- 1954 : University of Indiana, Bloomington
- 1955 : Photographs in Italy, New York
- 1956 : Photographs in South Africa, New York
- 1967 : The Concerned Photographer New York